# Тереза Сканлан
Тереза Мішель Сканлан (англ. Teresa Michelle Scanlan; нар. 6 лютого 1993, Колтон, Каліфорнія) — американська переможниця конкурсів краси, модель хорватського походження. У своїх програмах виступає з програмою «Харчові розлади: покоління з ризиком», спрямовуючи зусилля на просвіту громадськості про поширеність, ознаки, ризики та допомогу при булімії.
Володарка титулів «Міс Небраска» 2010 року і «Міс Америка» 2011 року. Останній здобула у віці 17 років, ставши наймолодшою «Міс Америка» з часів Бетт Купер, яка теж у такому ж віці перемогла в конкурсі «Міс Америка» 1937 року. 1 серпня 2016 року була однією із запрошених суддів на фінальному конкурсі «Міс Земля США 2016» у концертному залі Шлезінгера, що в Александрії (штат Вірджинія).

## Життєпис
Її бабуся Нівес і дід Франко Єличі походять із хорватського острова Іловик, що біля Лошиня..
До одинадцятого (передостаннього) класу середньої школи навчалася вдома, після чого ходила пів року в одинадцятий клас середньої школи рідного Ґірінга неповний день. Відвідуючи протягом навчання в середній школі Скоттблафа подвійну кількість занять, достроково закінчила її навесні 2010 року. Була срібною медалісткою цієї школи випуску 2010 року. В середній школі Скоттсблафа зіграла головну роль у діснеївському мюзиклі на шкільній сцені. Брала участь у хорі, шоу-хорі та виголошувала промови. 2012 року вступила в коледж Патріка Генрі.
У вільний час захоплюється співом, акторською грою, танцями, грою на фортепіано та гітарі, складанням пісень, випіканням, бере участь у заходах місцевої церкви та виготовляє одяг із клейкої стрічки.
6 вересня 2015 року Сканлан одружилася з автомобільним дилером із Коннектикута Джоном Мокадло, з яким за 8 місяців до того заручилася. Мокадло і Сканлан у рамках програми «Міс Америка» займалися організацією стипендій для «Міс Коннектикут». 2016 року народила сина, пізніше того ж року розлучилася.
2018 року Сканлан оголосила, що вступає до Повітряних сил Національної гвардії США рядовою авіації, продовжуючи здобувати освіту на юридичному факультеті університету Каліфорнії у Берклі. Несе службу в Повітряних силах Національної гвардії Вайомінгу, в 153-й ескадрильї тилового і кадрового забезпечення. Курс молодого бійця закінчила серед найкращих 10 %.

## Конкурси краси
Титул «Міс Небраска» здобула 5 червня 2010 року, отримавши корону від володарки титулу Бретані Джефферс. Платформа, з якою виступила Сканлан — «Харчові розлади: покоління з ризиком». Її пристрасть до теми веде початок від подруги, яка боролася з булімією. Сканлан зробила для подруги дослідження про харчові розлади і виявила, наскільки це явище поширене в країні. Вона сподівається просвітити таким шляхом дітей і дорослих у питаннях ознак і ризиків харчових порушень, а також як і де отримати допомогу собі або близькій людині. Її представленим на змаганні талантом було фортепіано. У 17 років стала наймолодшою міс Небраска за всю історію цього звання. Виборовши титул «Міс Небраска», Сканлан оголосила, що бере річну академвідпустку для виконання обов'язків володарки титулу і що відкладає до осені 2011 року вступ до коледжу Патріка Генрі.
Сканлан була представницею штату Небраска на конкурсі «Міс Америка 2011», який відбувся у січні 2011 року в Лас-Вегасі (Невада). Її платформа для національного конкурсу — та ж: «Харчові розлади: покоління з ризиком». У вступному конкурсі Сканлан своїм виконанням на фортепіано твору «Whitewater Chopped Sticks» виграла у змаганні талантів і стипендію у розмірі 2000 доларів.
У «Міс Америка 2011» Сканлан перемогла володарку титулу «Міс Арканзас 2010» Еліс Іді, яка відтак стала першою віцеміс конкурсу «Міс Америка 2011». Корону Терезі наділа 15 січня 2011 «Міс Америка 2010» Каресса Камерон. З цією перемогою Сканлан стала першою «міс Небраска», яка коли-небудь виборювала титул «Міс Америка», а також наймолодшою переможницею за всю 74-річну історію. Поряд із титулом «Міс Америка» вона також виграла стипендію в розмірі 50 000 доларів.
Сканлан була представницею Небраски на національному відбірковому конкурсі з визначення представниці США у конкурсі «Міс Світу» 2015. У підсумку її було оголошено першою віцеміс.